# Brian Cladoosby
Brian Cladoosby, né en 1958 ou 1959 dans le comté de Skagit dans l'État de Washington aux États-Unis, est un chef et un activiste amérindien. Il a été le chef de la tribu des Indiens Swinomish (en) à partir de 1997. Il a été élu président du Congrès national des Indiens américains (en) en octobre 2013. Il est un défenseur de la souveraineté tribale, spécialement en ce qui a trait à la pêche au saumon et aux droits rattachés à l'eau. Il a été un opposant au Dakota Access Pipeline.